# Veronika Logan
Veronika Logan, nota anche come Veronica Logan (Milano, 22 maggio 1969), è un'attrice ed ex modella italiana.

## Biografia
Nata dal musicista e cantante Michael (noto come Mike Logan) e dalla modella Antonella Desimone, inizia a lavorare come modella. In televisione debutta nel 1984, ne I ragazzi della valle misteriosa, regia di Marcello Aliprandi, assieme a Kim Rossi Stuart, e prosegue con una serie di produzioni televisive e cinematografiche, fino alla fortunata soap opera di Canale 5, Vivere dove, dal 1999 al 2006, interpreta il ruolo di Chiara Bonelli. Nel 1991 ha impersonato la parte della strega Anne de Chantraine e della vampira Elizabeth Bathory nel gioco da tavolo Atmosfear, episodi 3 e 4.
Nel 1991 ha partecipato al programma televisivo di Jocelyn su Canale 5 Cos'è cos'è?; nel 1992, al programma Non è la Rai. Dopo le serie TV Classe di ferro (1989) e I ragazzi del muretto (1991), esordisce cinematograficamente nel film di Pino Quartullo Le donne non vogliono più (1993), con lo stesso Quartullo. Dopo il telefilm Zanna Bianca (1993), recita accanto ad Alessandro Benvenuti in Maniaci sentimentali (1994); nel 1996 è protagonista, insieme a Nicole Grimaudo, Raz Degan, Valeria Marini e Christopher Lee, della miniserie fantasy in due puntate Sorellina e il principe del sogno (1996) di Lamberto Bava, mentre nel 1997 è con Alida Valli e Ciccio Ingrassia nel giallo Fatal Frames - Fotogrammi mortali. Poi sarà soprattutto in televisione: dalla miniserie Costanza (1998), in Vivere, nella serie Un medico in famiglia e nella sitcom Ugo. È passata da ruoli in film comici, come A spasso nel tempo (1996), a personaggi romantici in I ragazzi del muretto (1991), a ruoli ambigui, in telefilm come Strangers (1996), dove si esibisce completamente nuda in scene di amore saffico con la quarantacinquenne Cherie Lunghi e nel 1998 prende parte al film indipendente 500!.
Tra gli altri suoi lavori ricordiamo i film La verità vi prego sull'amore (2001), regia di Francesco Apolloni, e Scusa ma ti chiamo amore (2008), regia di Federico Moccia, e la serie TV L'ispettore Coliandro (dal 2006), regia dei Manetti Bros., dove interpreta il ruolo del sostituto procuratore Longhi. Nel 2013 partecipa al talent show Ballando con le stelle, condotto da Milly Carlucci, in coppia con il ballerino cubano Maykel Fonts: eliminata provvisoriamente nel corso della settima puntata del reality, viene esclusa in maniera decisiva nell'episodio successivo dedicato al ripescaggio.

## Vita privata
È stata legata sentimentalmente all'attore Kim Rossi Stuart, ad Alberto Ferrari dei Verdena, e nel dicembre 2004 ha avuto una figlia, Talita, dal produttore Vittorio Mango. Sul set della serie Le avventure del giovane Indiana Jones ha conosciuto l'attore Sean Patrick Flanery, con cui ha convissuto per un periodo a Los Angeles.

## Filmografia

### Cinema
- Uccidere con gli occhi, regia di Vieri Franchini Stappo (1991)
- Kingdom Come (1993)
- Le donne non vogliono più, regia di Pino Quartullo (1993)
- Maniaci sentimentali, regia di Simona Izzo (1994)
- Uomini senza donne, regia di Angelo Longoni (1996)
- Fatal Frames - Fotogrammi mortali, regia di Al Festa (1996)
- A spasso nel tempo, regia di Carlo Vanzina (1996)
- Last Cut - Ultimo taglio, regia di Marcello Avallone (1997)
- Il delitto di Via Monte Parioli, regia di Antonio Bonifacio (1998)
- 500!, regia di Giovanni Robbiano, Lorenzo Vignolo e Matteo Zingirian (2001)
- La verità vi prego sull'amore, regia di Francesco Apolloni (2001)
- Scusa ma ti chiamo amore, regia di Federico Moccia (2008)
- Ex - Amici come prima!, regia di Carlo Vanzina (2011)
- Modalità aereo, regia di Fausto Brizzi (2019)
- Cortina Express, regia di Eros Puglielli (2024)

### Televisione
- I ragazzi della valle misteriosa, regia di Marcello Aliprandi – miniserie TV (1984)
- Classe di ferro – serie TV (1991)
- I ragazzi del muretto – serie TV (1991)
- Le avventure del giovane Indiana Jones – serie TV (1993)
- Zanna Bianca – serie TV (1993)
- Strangers – serie TV (1996)
- Sorellina e il principe del sogno, regia di Lamberto Bava – film TV (1996)
- Costanza, regia di Gianluigi Calderone – miniserie TV (1998)
- Un medico in famiglia – serie TV, episodio 1x36 (1999)
- Vivere – soap opera (1999-2006)
- I giudici (Excellent Cadaveres), regia di Ricky Tognazzi – film TV (1999)
- Ugo, regia di Giorgio Bardelli – sitcom (2002)
- Camera Café – sitcom, episodio 3x39 (2005-2006)
- L'ispettore Coliandro – serie TV (2006-2021)
- R.I.S. - Delitti imperfetti – serie TV, episodio 4x19 (2008)
- Distretto di Polizia – serie TV, episodio 8x25 (2008)
- Nero Wolfe – serie TV (2012)
- Don Matteo – serie TV, 1 episodio (2014)
- La porta rossa 2 – serie TV (2019)

## Programmi televisivi
- Cos'è cos'è (Canale 5, 1991)
- Non è la Rai (Canale 5, 1991-1992)
- Primadonna (Italia 1, 1991)
- Ballando con le stelle (Rai 1, 2013)